# Расстрел в Дракии
Расстрел в Дракии (греч.  Η εκτέλεση στα Δράκεια) — расстрел 118 человек греческого гражданского населения, совершённый 18 декабря 1943 года в селе Дракиа, Магнисия, во время тройной, германо-итало-болгарской, оккупации Греции, в годы Второй мировой войны.
Упоминается также как Резня Дракии (греч.  Σφαγή της Δράκειας) и (реже) Холокост в Дракии (греч.  Ολοκαύτωμα στα Δράκεια).
Наряду с расстрелом 118 человек в Монодентри 26 ноября, убийства около тысячи жителей в Калаврите 13 декабря и других массовых убийств, совершённых оккупационными войсками в течение месяца, расстрел в Дракии положил начало новому, ещё более кровавому, этапу репрессий германского командования в Греции.

## Дракия

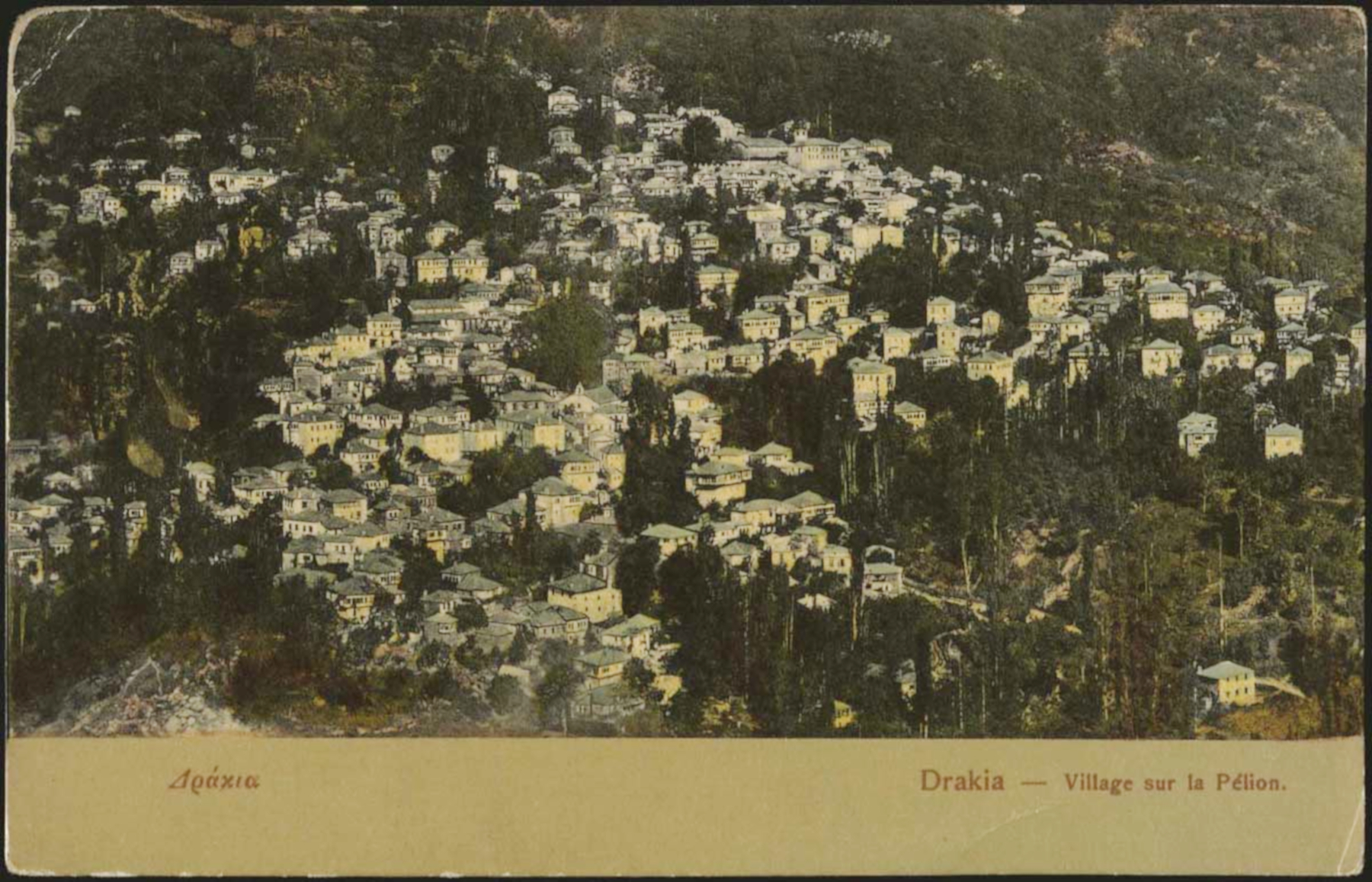
Дракиа на почтовой открытке 1906 года

Старинное (с середины XV века) фессалийское село Дракия (греч.  Δράκεια) построено на высоте 500 метров над уровнем моря на склоне горы Пелион, всего в 17 километрах от прибрежного города Волос.
В период тройной, германо-итало-болгарской, оккупации Греции, Дракия, как и вся Фессалия, находилась в итальянской зоне оккупации, хотя в Волосе и в нескольких других ближних пунктах располагались небольшие немецкие гарнизоны.
Контроль Фессалии, включая регион Магнисия — город Волос, был возложен в основном на части итальянской дивизии «Пинероло».

## События в Фессалии осенью 1943 года
После выхода Италии из войны, в период с 8 сентября по 11 сентября, итальянские гарнизоны региона Магнисия — города Волос — горы Пелион и Темпейской теснины, а также 1500 солдат на острове Эвбея, которые не принадлежали «Пинероло», массово сдавались или разоружались партизанами Народно-освободительной армии Греции (ЭЛАС). При попытке бегства в штаб дивизии в Ларису, кавалерией ЭЛАС был взят в плен командующий гарнизона Волоса генерал-майор Дель Джудиче.
Получив итальянское оружие, ЭЛАС вооружила 2500 безоружных добровольцев на горе Пелион и создала 20 сентября свою XVI дивизию, под командованием Т. Каллиноса.
Тем временем немецкое командование срочно перебросило в Фессалию части СС из Польши.
12-13 сентября прибывшие в Волос немецкие войска взяли город под контроль. 14 сентября немцы предприняли первый налёт на Пелион, но греческие партизаны отбили его. На Пелионе установился шаткий баланс сил. Лишь изредка, как напоминание о продолжающейся оккупации, и только в дневное время, немцы появлялись в Дракии, мобилизуя на дорожные работы с десяток мужчин.

Жители Дракии, кроме 25 бойцов из села, воевавших в составе 54-го полка ЭЛАС, который действовал в регионе, были организованы в Национально-освободительный фронт (ЭАМ) и входили в состав так называемого «резервного ЭЛАС».
Жители Дракии приняли участие в разоружении итальянцев в Аликопетра после выхода Италии из войны и перенесли в село значительное число оружия и боеприпасов. Всё это не ускользнуло от внимания немцев, у которых был маленький гарнизон в Плясиди. Получив информацию о похоронах погибшего сельчанина-партизана, немцы выслали два лёгких самолёта, расстрелявших собравшихся на похороны. Погибли пять жителей села.

## Накануне расстрела
В начале декабря командование ЭЛАС на Пелионе получило из Волоса информацию о том, что немцы готовят операцию, главной целью которой было взять в плен руководителя британской миссии, располагавшей к тому же рациями.

Отряды ЭЛАС устроили три засады — в Аликопетро, в Фитоко, в Гадзеа — ожидая немцев 10 дней.
16 декабря колонна одного немецкого батальона приблизилась к Аликопетро. Шедшие в голове колонны три мотоцикла с колясками подверглись атаке группы партизан под командованием Томаса Капсалиса.
Два мотоцикла были уничтожены, третьему удалось развернуться и уйти. Были убиты шесть немецких солдат.

Немецкий батальон остановился в селе Портарья, но к вечеру к нему подошли подкрепления из Волоса. Вместе с подкреплениями прибыли и два проводника, бывшие жители села, один из которых был женат на немке и служил переводчиком при штабе немецкого гарнизона в Волосе (второй из проводников был убит партизанами Демократической армии в период Гражданской войны 1946-49 годов). Ночью немцы постепенно стали сжимать кольцо вокруг села.

## 17 декабря — вступление немцев в село
Обычно после любых стычек с оккупантами жители Дракии были в готовности покинуть село, располагая прекрасным панорамным обзором дорог ведущих к селу. Появление немцев, вступивших с трёх сторон в село ранним утром, было для них полной неожиданностью. Многие жители находились в кофейнях. Располагая осведомителями, немцы первым делом нашли и расстреляли Георгиоса Забаса, командира резервного ЭЛАС в селе и руководителя местной организации компартии Греции. Возле своего дома был убит К. Нитис и два семидесятилетних старика, которые были не в состоянии выйти из своих домов:317.
После чего немцы согнали всё мужское население на площадь села.

## Расстрел

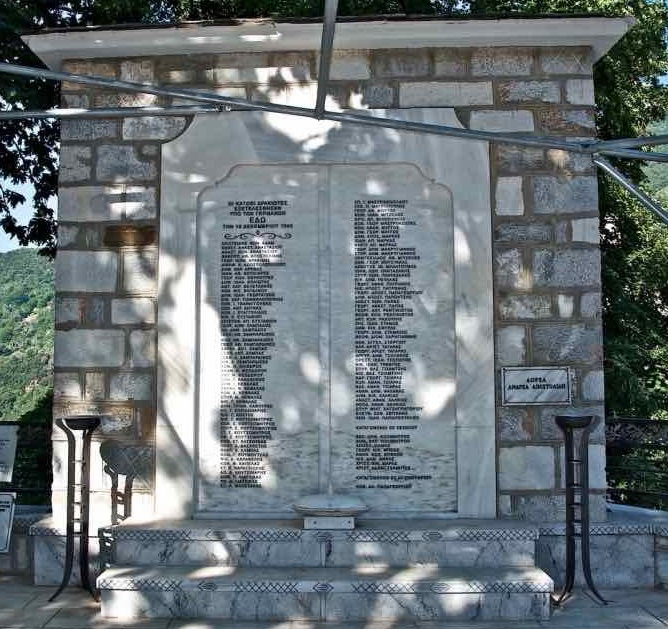
Памятник 118 расстрелянным односельчанам воздвигнутый в Дракии

С утра смертников стали отводить по пятёрке за алтарь храма, где был установлен ручной пулемёт.
Команду к расстрелу дал начальник гарнизона Волоса Рикерт. Несовершеннолетних подростков немцы решили пощадить, приказав им разойтись по домам и оставаться там. Самыми молодыми из расстрелянных оказались девятнадцатилетние Х. Маркас и А. Ляцикас:316.
Расстрел в Дракиа выделяется на фоне других массовых расстрелов в Греции временем, потраченным на него, сознательно или нет, расстрельными группами.
Смертников убивали одного за другим, выстрелом в голову сзади.
Особое усердие проявил капитан С. Кух, который лично расстреливал жителей из ручного пулемёта.
Расстрел затянулся до первых полуденных часов. Было расстреляно 114 человек (часто указывается 118, что включает 4 человек убитых в предыдущий день).
Уходя из села, немцы разрушили 58 домов (из 350).
По информации полученной от немецких солдат, попавших в плен в период эвакуации германской армии из Грециив октябре 1944 года, два солдата отказались принять участие в расстреле жителей Дракии в декабре 1943 года и были отданы капитаном Кухом под трибунал.

## Память
На месте расстрела своих односельчан жители Дракии установили памятник. Годовщина расстрела отмечается каждый год 18 декабря, в присутствии депутатов парламента Греции, правительственных лиц и, часто, президента Греции.